# Communauté de communes Aude en Pyrénées
La Communauté de communes Aude en Pyrénées était une communauté de communes française, située dans le département de l'Aude et la région Languedoc-Roussillon, de 1999 à 2013. Elle a fusionné avec les Communautés de Communes du Pays de Sault, du Chalabrais et du Canton d'Axat, pour devenir en 2014 la Communauté de Communes Pyrénées Audoises, regroupant 64 communes.

## Composition
Elle regroupait 16 communes :
| - Belvianes-et-Cavirac - Brenac - Campagne-sur-Aude - Coudons | - Espéraza - Fa - Ginoles - Granès | - Nébias - Quillan - Rouvenac - Saint-Ferriol | - Saint-Julia-de-Bec - Saint-Jean-de-Paracol - Saint-Just-et-le-Bézu - Saint-Louis-et-Parahou |  |